# سیارک ۷۶۷۸
سیارک ۷۶۷۸ (به انگلیسی: 7678 Onoda، نامگذاری:1996CW2) هفت هزار و ششصد و هفتاد و هشتمین سیارک کشف شده‌است که در ۱۵ فوریه ۱۹۹۶ کشف شد.
قدر مطلق سیارک برابر ۱۳٫۶۰ است.